# Ojo de Agua del Refugio
Ojo de Agua del Refugio es una localidad del estado mexicano de Guanajuato. Es parte del municipio de San José Iturbide.

## Demografía
| Gráfica de evolución demográfica |
|                                  |

| Censo | Población |
| ----- | --------- |
| 1910  | 299       |
| 1921  | 294       |
| 1930  | 283       |
| 1940  | 363       |
| 1950  | 501       |
| 1960  | 718       |
| 1970  | 882       |
| 1980  | 955       |
| 1990  | 1 345     |
| 2000  | 1 603     |
| 2010  | 1 796     |
| 2020  | 2 025     |